# Medetera altera
Medetera altera är en tvåvingeart som beskrevs av Octave Parent 1931. Medetera altera ingår i släktet Medetera och familjen styltflugor.
Artens utbredningsområde är Bolivia. Inga underarter finns listade i Catalogue of Life.